# 성혼 선생 묘
성혼 선생 묘(成渾 先生 墓)는 대한민국 경기도 파주시 파주읍 향양리에 있는, 조선시대 중기 성리학의 대가인 우계(牛溪) 성혼(1535∼1598) 선생의 묘소이다. 1981년 7월 16일 경기도의 기념물 제59호로 지정되었다.

## 개요
조선 중기 성리학의 대가인 우계(牛溪) 성혼(1535∼1598) 선생의 묘소이다. 휴암 백인걸의 문하에서 학문을 배우고 같은 고을에 사는 이이와 사귀게 되면서 평생의 친구가 되었다. 하지만 학문 성향에서는 이황을 지지하여 이이와는 논쟁을 벌이기도 하였다. 그의 덕행이 뛰어나 여러 번 관직이 주어졌으나 학문에만 전념하다가 이이의 권유로 이조참판에 올랐다. 임진왜란 때에는 우참판에 이르고 선조 27년(1594)에는 좌참판에 이르렀다. 그가 죽은 뒤 선조 35년(1602)에 사화와 관련하여 관직이 박탈되었다가 인조 11년(1633)에 다시 좌의정의 벼슬이 내려졌다.
묘를 정면으로 하여 오른쪽에는 인조 27년(1649)에 김집이 글을 짓고 윤순거가 글씨를 써서 세운 묘비가 있다. 묘소 입구 오른쪽에는 신도비(神道碑:왕이나 고관 등의 평생업적을 기리기 위해 무덤 근처 길가에 세운 비)가 있는데 김상헌이 글을 짓고 김집이 글씨를 쓴 것이다.

## 같이 보기
- 성혼

## 참고 문헌
- 성혼선생묘 - 국가유산청 국가유산포털